# Xanthotype
Xanthotype là một chi bướm đêm thuộc họ Geometridae.